# Demexiptiline
Demexiptiline (tên thương hiệu Deparon, Tinoran) là thuốc chống trầm cảm ba vòng (TCA) được sử dụng ở Pháp để điều trị trầm cảm. Nó hoạt động chủ yếu như một chất ức chế tái hấp thu norepinephrine tương tự như desipramine.